# Kawabata-Yasunari-Literaturpreis
Der Kawabata-Yasunari-Literaturpreis (jap. 川端康成文学賞, Kawabata Yasunari Bungaku Shō) wird seit 1974 alljährlich im Gedenken an den Schriftsteller und Nobelpreisträger Kawabata Yasunari von der Kawabata-Gedenk-Stiftung  (川端康成記念会, Kawabata-Yasunari-Kinenkai) für herausragende Erzählungen und Kurzgeschichten vergeben. Die Vergabe des Preises wird finanziert von einer Stiftung, die das Preisgeld verwaltet, das Kawabata mit der Verleihung des Nobelpreises (1968) erhielt.

## Preisträger

### 1974 bis 1980
- 1974 Kambayashi Akatsuki für Buronzu no michi (ブロンズの首)
- 1975 Nagai Tatsuo für Aki (秋)
- 1976 Sata Ineko für Toki ni tatsu (jūichi) (時に佇つ（十一）)
- 1977 Mizukami Tsutomu für Teradomari (寺泊) und Tomioka Taeko für Tachikiri (立切れ)
- 1978 Wada Yoshie für Yukionna (雪女)
- 1979 Kaikō Takeshi für Tama, kudakeru (玉、砕ける)
- 1980 Noguchi Fujio für Naginoha-kō (なぎの葉考)

### 1981 bis 1990
- 1981 Takenishi Hiroko für Heitai yado (兵隊宿)
- 1982 Irokawa Takehiro für Hyaku (百)
- 1983 Shimao Toshio für Wannai no irie de (湾内の入江で) und Tsushima Yūko für Dammari ichi (黙市)
- 1984 Ōe Kenzaburō für Kaba ni kamareru (河馬に嚙まれる) und Hayashi Kyōko für Sangai no ie (三界の家)
- 1985 Takahashi Takako für Kō (恋う) und Takubo Hideo für Tsujibi (辻火)
- 1986 Ogawa Kunio für Itsumin (逸民)
- 1987 Furui Yoshikichi für Nakayama Saka (中山坂) und Sakata Hiroo für Kaidōtōsei (海道東征)
- 1988 Ueda Miyoji für Shukukon (祝婚) und Maruya Saiichi für Jueitan (樹影譚)
- 1989 Ōba Minako für Umi ni yuragu ito (海にゆらぐ糸) und Tsutsui Yasutaka für Yoppatani e no kōka (ヨッパ谷への降下)
- 1990 Miura Tetsuo für Jinenjo (じねんじょ)

### 1991 bis 2000
- 1991 Yasuoka Shōtarō für Oji no bochi (伯父の墓地)
- 1992 Yoshida Tomoko für Osonae (お供え)
- 1993 Tsukasa Osamu für Inu (kage ni tsuite, sono ichi) (犬（影について・その一）)
- 1994 Furuyama Komao für Semi no tsuioku (セミの追憶)
- 1995 Miura Tetsuo für Minomushi (みのむし)
- 1996 Ōba Minako für Akai mangetsu (赤い満月)
- 1997 Sakagami Hiroshi für Daidokoro (台所) und Oda Makoto für „Aboji“ o fumu (『アボジ』を踏む)
- 1998 Murata Kiyoko für Shiomaneki (望潮, „Winkerkrabben“)
- 1999 nicht vergeben
- 2000 Iwasaka Keiko für Ame nochi ame? (雨のち雨？) und Medoruma Shun für Mabuigumi (魂込め)

### 2001 bis 2010
- 2001 Kurumatani Chōkitsu für Musashimaru (武蔵丸) aus Hakuchigun (白痴群)
- 2002 Kōno Taeko für Han shoyūsha (半所有者) und Machida Kō für Gongen no odoriko (権現の踊り子)
- 2003 Horie Toshiyuki für Sutansu dotto (スタンス・ドット) aus Yukinuma to sono shūhen (雪沼とその周辺) und Aoyama Kōji für Wagimoko aishi (吾妹子哀し)
- 2004 Itoyama Akiko für Fukurokōji no otoko (袋小路の男)
- 2005 Tsujihara Noboru für Kareha no naka no aoi honoo (枯葉の中の青い炎)
- 2006 Kakuta Mitsuyo für Rokku haha (ロック母)
- 2007 Koike Masayo　für Tatado (タタド)
- 2008 Inaba Mayuki für Miru (海松) und Tanaka Shinya für Sanagi (蛹)
- 2009 Aoyama Nanae für Kakera (かけら) als bis dahin jüngste Preisgewinnerin
- 2010 Takagi Nobuko für Tomosui (トモスイ)

### 2011 bis 2020
- 2011 Tsumura Setsuko für Ikyō (異郷)
- 2012 Ekuni Kaori für Inu to hamonika (犬とハモニカ)
- 2013 Tsumura Kikuko für Kyūsuitō to kame (給水塔と亀)
- 2014 Inui Akito für Suppon shinjū (すっぽん心中)
- 2015 Ōshiro Tatsuhiro für Rēru no mukō (レールの向こう)
- 2016 Yamada Eimi für Seisen teruteru bōzu (生鮮てるてる坊主)
- 2017 Enjō Tō für Mojika (文字渦)
- 2018 Hosaka Kazushi für Koko to yoso (こことよそ)
- 2019 nicht vergeben
- 2020 nicht vergeben

### 2021 bis 2030
- 2021 Chiba Masaya für Majikku mirā (マジックミラー)
- 2022 Ueda Takahiro für Tabi no nai (旅のない)
- 2023 Takiguchi Yūshō für Hantai-hōkō yuki (反対方向行き)
- 2024 Machiya Ryōhei für Watashi no hihyō (私の批評)
- 2025 Okuizumi Hikaru für Seishinkan shōden (清心館小伝)